# Hörndl (Ankogelgruppe)
Das Hörndl (lokal auch die Drei Hörndl) ist ein 1973 m ü. A. hoher Berg in der Ankogelgruppe der Zentralalpen im österreichischen Bundesland Salzburg.

## Lage und Umgebung
Der Gipfel des Hörndls erhebt sich in der Marktgemeinde Bad Hofgastein an der Grenze zwischen den Katastralgemeinden Harbach im Norden und Bad Hofgastein im Süden. Wegen seiner drei Teilgipfel wird der Berg vor Ort im Gasteinertal auch als Drei Hörndl bezeichnet. Als Drei-Hörndl-Pass sind ferner zwei der zahlreichen Krampus-Gruppen („Passen“) des Gasteinertals dokumentiert. Eine Gruppe war Ende der 1990er Jahre aktiv, eine weitere seit 2019. Es handelte sich jeweils um Kindergruppen („Kinderpassen“). Der niedrigste, im Westen gelegene Teilgipfel wird im lokalen Dialekt Hoåbichl genannt. Er weist einen großen Felsvorsprung auf. Das Hochplateau auf der anderen Seite des Bergs trägt den Namen Weicheben.
An westlichen Hängen steht der zur Ortschaft Bad Hofgastein gehörende Einzelhof Ingelsberg. Mit dem Schönwinklgraben entspringt ein rechter Nebenbach der Gasteiner Ache am Hörndl. Im Süden fällt der Berg zu den Bachtälern des Kirchbachs und des jenen aufnehmenden Rastötzenbachs ab.

## Geologie
Der Gipfelbereich des Hörndls ist von Prasinit und Amphibolit geprägt. An den südwestlichen Hängen finden sich Marmor, Phyllit und Glimmerschiefer und an den nordwestlichen Hängen klastisches Sediment.

## Fauna und Flora
Die Gamswild-Ruhezone Bürgerwald im Gipfelbereich darf von 1. Dezember bis 31. Mai nicht betreten werden. Nördlich und nordöstlich des Gipfels finden sich Grünerlen-Buschwälder. An den Ufern des Kirchbachs und des Rastötzenbachs gedeihen Grauerlen-Hangwälder.